# آراگامی
آراگامی (به ژاپنی: 荒神 Aragami) فیلمی در ژانر اکشن به کارگردانی ریوهی کیتامورا است که در سال ۲۰۰۳ اکران شد. از بازیگران آن می‌توان به اوساوا تاکائو، ماسایا کاتو، و تاک ساکاگوچی اشاره کرد.